# Sejmitar
Sejmitar – paradna szabla lub broń myśliwska używana na Bliskim Wschodzie w XVII-XVIII w., stosowana także do walki.
Broń bardzo ozdobna, o otwartej oprawie rękojeści, krótkim i szerokim jelcu, połączonym często z głowicą rękojeści łańcuszkiem. Klinga krótka (ok. 60 cm) odznaczała się dużą krzywizną i szerokością.
Słowo to jest rzadko używane w polskim bronioznawstwie. W Encyklopedii staropolskiej Zygmunta Glogera z 1900-1903 r. termin ten występuje tylko raz.

## Kontrowersje znaczeniowe
Współcześnie spotykane jest niekiedy tłumaczenie angielskiego słowa scimitar jako sejmitar, szczególnie w literaturze fantasy i grach cRPG z powodu pewnego podobieństwa słów (nie ma jednak dowodów na związek między nimi; prawdopodobnie słowo scimitar pochodzi od włoskiego scimitarra). Wielki słownik wojskowy polsko-angielski i angielsko-polski Krzysztofa Czekierdy oraz Wielki Słownik PWN-Oxford tłumaczą słowo scimitar na język polski jako bułat. Przyjęte w polskim bronioznawstwie znaczenie słowa sejmitar, choć nie do końca zgodne w różnych źródłach, jest dużo węższe, dlatego utożsamianie tych pojęć wydaje się błędne.

## Sejmitar w fantastyce
Nazwa sejmitar (będąca błędnym tłumaczeniem angielskiego słowa scimitar) używana jest w literaturze i grach fantasy, zwłaszcza u kultur wzorowanych na bliskowschodnich.

Ebonowy sejmitar, broń gwardzistów Almaleksii

Słynną postacią używającą sejmitarów jest drow Drizzt Do'Urden, bohater cyklu powieści rozgrywających się w świecie Zapomnianych Krain. W sejmitary (Ebonowy Sejmitar Jej Dłoni) uzbrojona jest także gwardia królowej-bogini Almaleksii w grze The Elder Scrolls III: Trójca. Używał go także Ezio Auditore w książce Assassin's Creed: Objawienia.